# 지바 소노코
지바 소노코(일본어: 千葉 園子, 1993년 6월 15일 ~ )는 일본의 여자 축구 선수이다.

## 국가대표팀 경력
그녀는 2016년 6월 2일 미국과의 경기에서 일본 국가대표팀에 데뷔했다. 그녀는 2017년까지 국제 A매치 통산 5경기에 출전했다.

## 통계
| 일본 | 일본 | 일본 |
| 연도 | 출전 | 득점 |
| ---- | ---- | ---- |
| 2016 | 3    | 0    |
| 2017 | 2    | 0    |
| 통산 | 5    | 0    |